# Hosni Mubarak
Muhammad Hosni Said Mubarak, em árabe محمد حسنى سيد مبارك GColIH (Monufia, 4 de maio de 1928 – Cairo, 25 de fevereiro de 2020) foi um militar e político egípcio, presidente da República Árabe do Egito de 1981 até 2011.
A partir de sua ascensão na Força Aérea egípcia, tornou-se vice-presidente em 1975; sucedeu Anwar Al Sadat, depois que este foi assassinado, em 6 de outubro de 1981. Assumiu o poder de seu país, em 14 de outubro de 1981. Era considerado um dos mais poderosos chefes de estado do Oriente Médio. Devido a sua posição neutra no conflito árabe-israelita, mediou diferentes negociações entre as duas partes.
Nos últimos dias de seu governo, foi alvo de críticas e de protestos por parte da população egípcia, que pedia sua renúncia, que acabou ocorrendo em 11 de fevereiro de 2011.
Foi condenado a prisão perpétua pela morte de 239 manifestantes nos protestos que o derrubaram em 2011. Foi absolvido por estas mortes em 29 de novembro de 2014, tendo sido hospitalizado no mesmo período por problemas de saúde. Em 9 de maio de 2015, foi condenado a três anos de prisão, dessa vez por corrupção.

## Biografia

### Trajetória
Quando jovem, formou-se pela Academia Militar, em 1949, e pela Academia da Força Aérea Egípcia, em 1950. Assumiu posições de comando na Força Aérea, entre 1966 e 1969. Em 1972, o presidente Anwar el-Sadat nomeou-o comandante-chefe daquele ramo das Forças Armadas. O seu desempenho na guerra de Yom Kippur, com Israel, em 1973, valeu-lhe a promoção a marechal, que lhe foi concedida em 1974.
Em 1975, Sadat nomeou-o para o cargo de seu vice-presidente. Nos anos que se seguiram, Mubarak esteve envolvido em importantes negociações diplomáticas com outros países do Oriente Médio. Foi o principal mediador na disputa do território do Saara Ocidental, entre Marrocos, Argélia e Mauritânia.
Após o assassinato de Sadat, tornou-se presidente do Egito, em 1981, sendo reeleito por quatro vezes: em 1987, 1993, 1995 e 1999. Renunciou à Presidência, em fevereiro de 2011, após quase trinta anos no poder, em meio a sérios distúrbios populares.
Seu governo foi marcado por progressos nas relações com os países árabes e pelo arrefecimento das relações com Israel, especialmente após a invasão israelense do Líbano, em 1982. Mubarak reafirmou o tratado de paz com Israel, em 1979, ao abrigo dos acordos de Camp David, e cultivou boas relações com os Estados Unidos. Durante a Guerra do Golfo, posicionou-se ao lado dos EUA, contra as intenções expansionistas do Iraque de Saddam Hussein e, durante a Guerra do Iraque, criticou a intervenção, em 2002, afirmando que "Tememos um estado de desordem e caos prevaleça na região". Desempenhou também um papel importante na mediação do acordo entre Israel e a Organização de Libertação da Palestina, assinado em 1993.
Em 2004, Mubarak afirmou, em entrevista ao Le Monde, que considera existir um "ódio sem precedentes" contra os Estados Unidos nos países árabes (entre os quais se inclui o Egito), motivado pela proteção econômica e militar concedida pelo governo norte-americano a Israel.
Foi agraciado com o Grande-Colar da Ordem do Infante D. Henrique de Portugal a 19 de Agosto de 1983.

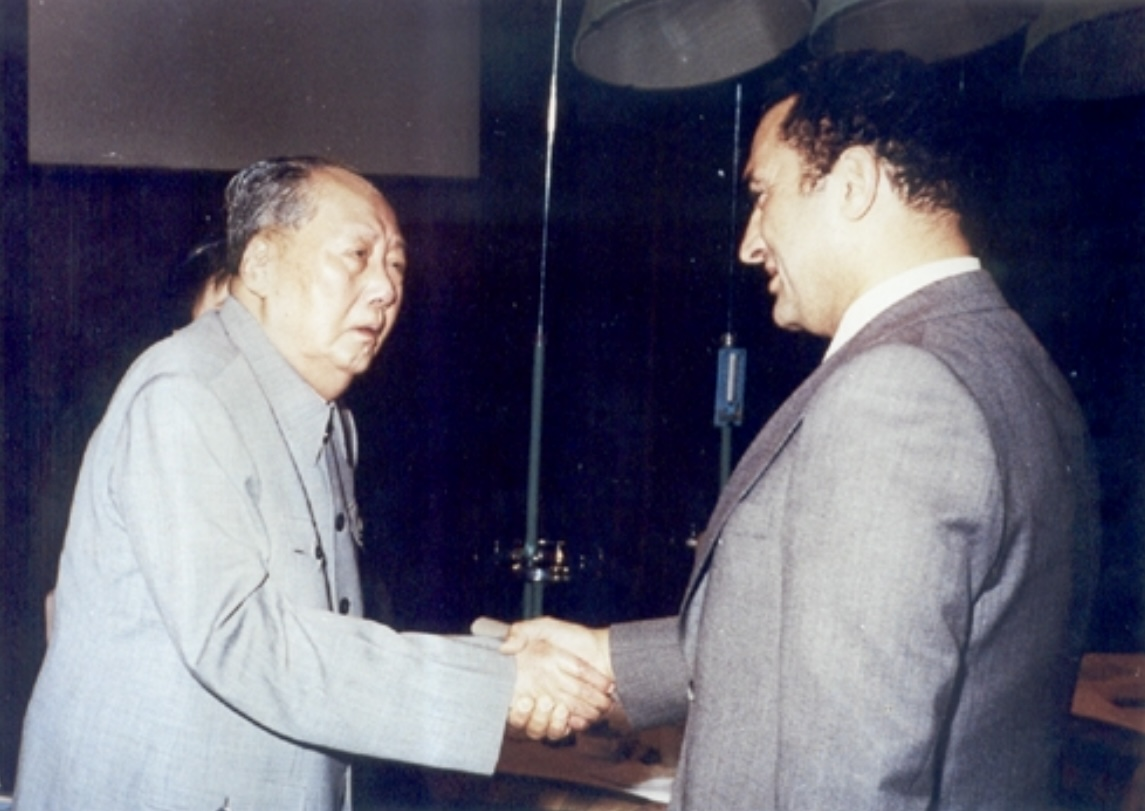
Encontro com o líder chinês Mao Tsé-Tung em Pequim, 1976

### Fortuna
Segundo fontes da imprensa mundial, a família de Hosni Mubarak tem uma fortuna espalhada pelo mundo, que segundo a ABC News, rede norte-americana de TV, gira entre 50 000 e 70 000 milhões de dólares. O presidente teria construído sua fortuna a partir de contratos das Forças Armadas, na época em que ele era oficial da Aeronáutica. Quando se tornou chefe de governo, em 1981, começou a diversificar o patrimônio. “As pessoas já o consideram abertamente um líder corrupto”, disse Amaney Jamal, professora de ciência política na Universidade de Princeton. De acordo com o The Guardian, jornal de Londres, Mubarak e a família têm capitais em bancos britânicos e suíços, e fortes investimentos imobiliários em grandes metrópoles como Londres, Nova Iorque e Los Angeles, além de áreas junto ao Mar Vermelho.

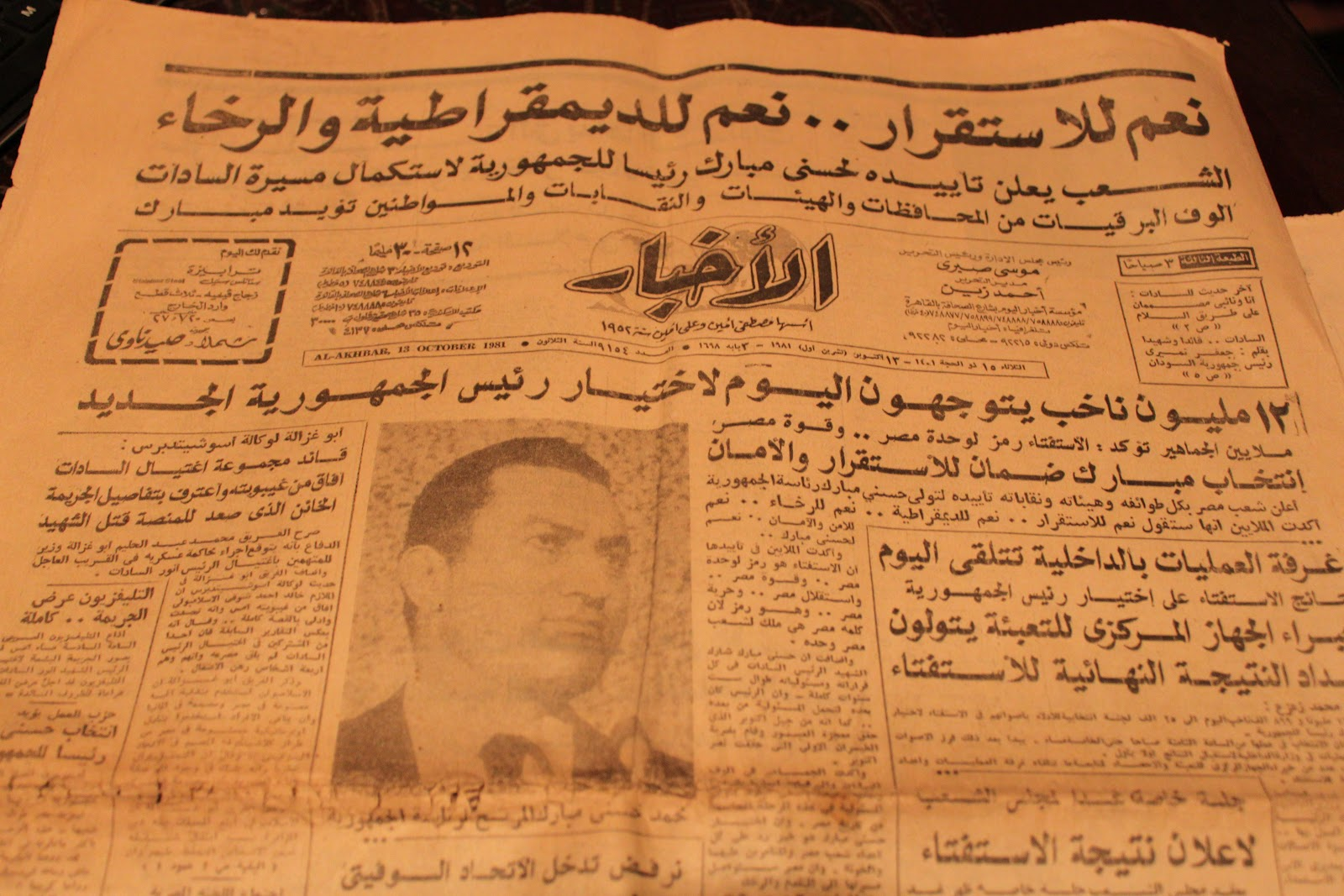
Referendo presidencial egípcio 1981 jornal Akhbar

A população jovem se revoltou depois de conviver por anos em alta taxa de desemprego e situação de pobreza enquanto o Presidente Mubarak acumula riquezas absurdas à custa de corrupção e impunidade nos desvios de recursos públicos.
Os investimentos que fez ao longo de 30 anos no poder foram, na sua maioria, aplicados no estrangeiro; o jornal Al Khabar referia, no ano passado, os exemplos de Manhattan e Beverly Hills, nos dois extremos dos Estados Unidos.

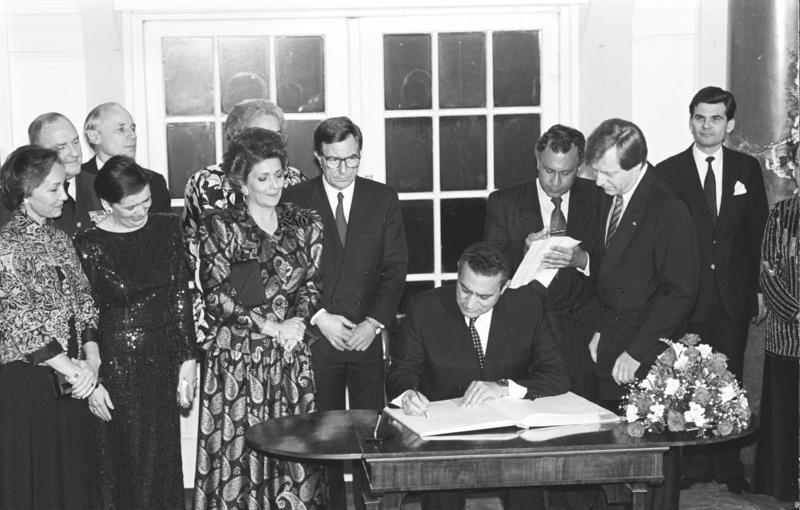
Mubarak em Berlim Ocidental em 1989

## Protestos em janeiro de 2011 e derrocada

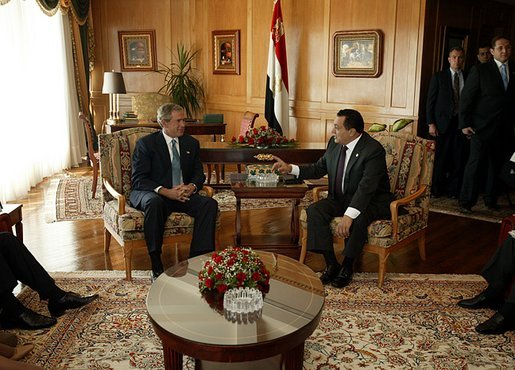
Com o presidente dos EUA, George W. Bush em Sharm El-Sheikh, junho de 2003

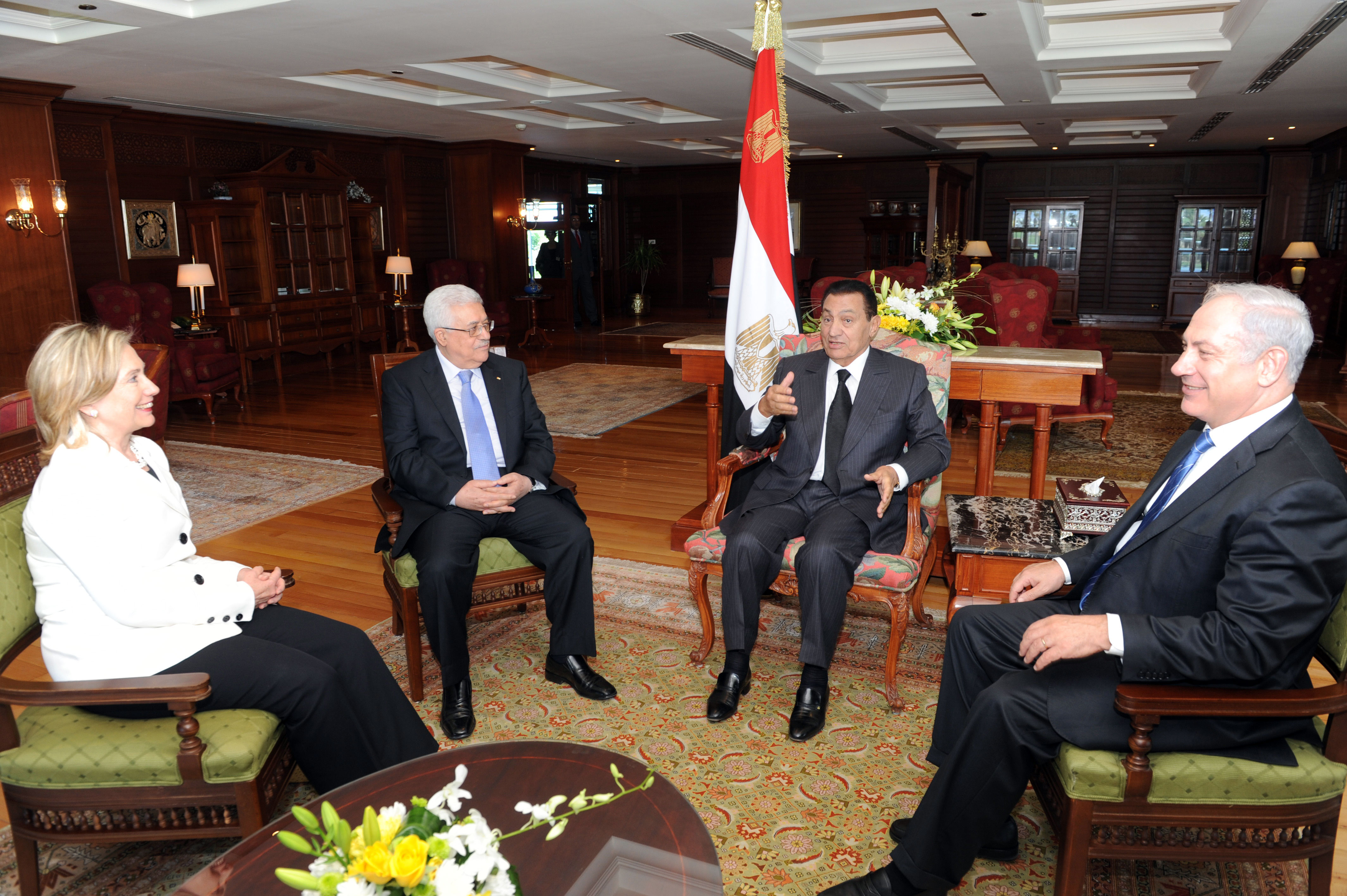
Mubarak reuniu-se com a secretária de Estado dos EUA, Hillary Clinton, o presidente palestino, Mahmoud Abbas, e o primeiro-ministro israelense, Benjamin Netanyahu, em Sharm el-Sheikh, em 14 de setembro de 2010.

Em janeiro de 2011, estimulados pela queda do chefe do governo autoritário da Tunísia Zine El Abidine Ben Ali, centenas de milhares de egípcios iniciaram protestos exigindo a renúncia de Mubarak ao redor do país, principalmente nas cidades do Cairo, Alexandria e Suez. Em 1 de fevereiro de 2011, mais de um milhão de pessoas — segundo a rede de televisão Al Jazeera — tomam a praça Tahrir, no Cairo, na maior demonstração contra Mubarak até então. Protestos maciços também ocorreram em outras cidades do Egito, como Alexandria e Suez, no mesmo dia em que Mubarak declarou que deixaria o cargo após eleições previstas para o mês de setembro do mesmo ano, onde afirmou que não as disputaria.
Em 11 de fevereiro de 2011, Mubarak renunciou juntamente com seu vice e o poder repassado para um Conselho Militar.

### Julgamentos, prisão e liberação
Após deixar o poder em 2011, Mubarak, que aparentava estar doente e internado num hospital no Egito, compareceu a todas as sessões do julgamento, depois de sofrer um ataque cardíaco, durante os interrogatórios judiciais. Foi julgado e condenado à prisão perpétua por crimes de guerra e contra a humanidade. Mubarak foi sentenciado pela morte de 850 manifestantes da revolução egípcia de 2011.

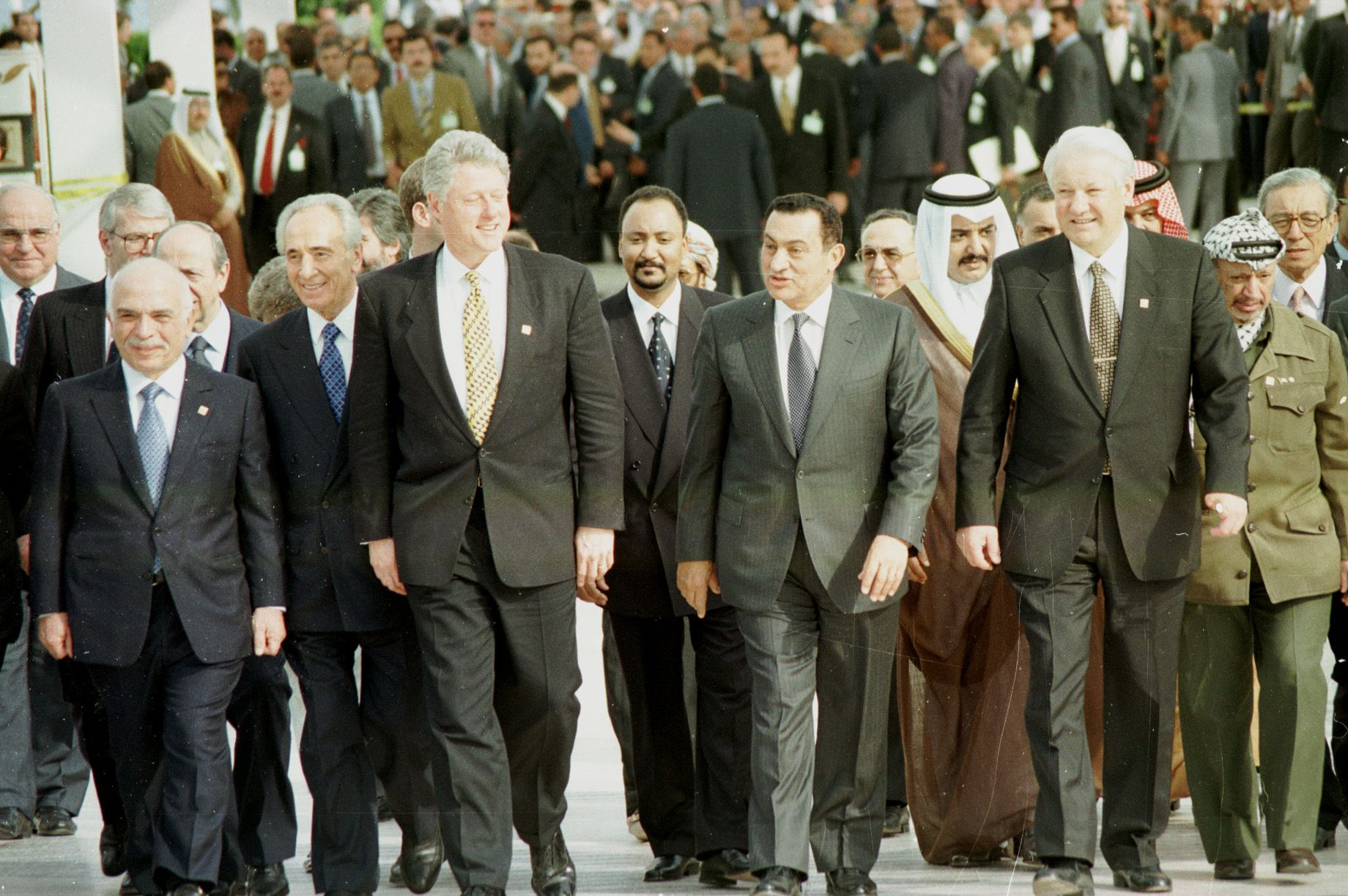
Líderes do mundo participaram da Cúpula da Paz de Sharm El-Sheikh. A partir da esquerda: Rei Husein (Jordânia), Shimon Peres (Israel), Bill Clinton (EUA) Mubarak, Boris Yeltsin (Rússia), Yasser Arafat (OLP).

Em novembro de 2014, o Tribunal Penal de Cairo também cancelou as acusações de corrupção de Mubarak.
Em 13 de janeiro de 2015, o Tribunal de Cassação do Egito derrubou a última condenação remanescente contra ele e ordenou um novo julgamento. Um novo julgamento sobre acusações de corrupção levou a uma condenação e a uma sentença de três anos de prisão em maio de 2015 para Mubarak, com penas de quatro anos para seus filhos Gamal e Alaa. Não ficou claro se a sentença levaria em conta o tempo já cumprido, visto que Mubarak e seus filhos já haviam passado mais de três anos de prisão e, por isso, em tese, não teriam que passar mais tempo na cadeia. Partidários de Mubarak vaiaram a decisão, quando ela foi anunciada em um tribunal do Cairo, a 9 de maio. A sentença também incluiu uma multa de 16,3 milhões de dólares e exigiu o retorno de 2,7 milhões de dólares desviados. Esses valores haviam sido previamente pagos depois do primeiro julgamento.
Em 2 de março de 2017, Mubarak foi absolvido da acusação de provocar a morte de manifestantes em 2011. Em 24 de março, foi libertado, após completar sua última sentença de seis anos de prisão, em um hospital militar.

## Últimos anos, morte e sepultamento

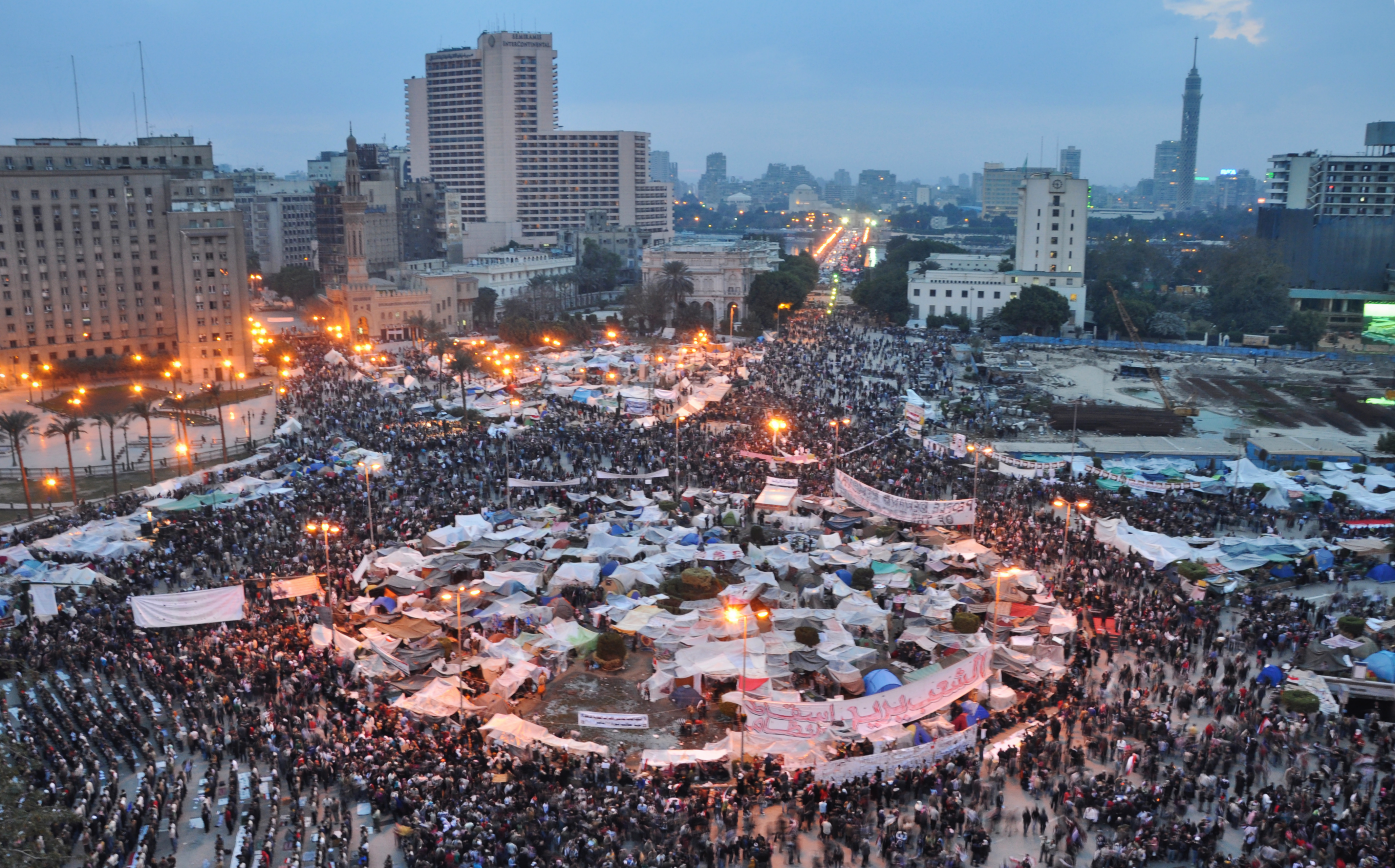
Protestos massivos centrados na Praça Tahrir, no Cairo, levaram à renúncia de Mubarak em fevereiro de 2011.

Em setembro de 2018, uma foto de Mubarak, na qual o ex-presidente aparece bastante debilitado, é publicada nas redes sociais.
Hosni Mubarak faleceu em 25 de fevereiro de 2020, aos 91 anos, no hospital militar Galaa, no Cairo. Segundo a televisão estatal do país, Mubarak faleceu devido a complicações ocorridas após uma cirurgia, que não foi especificada.

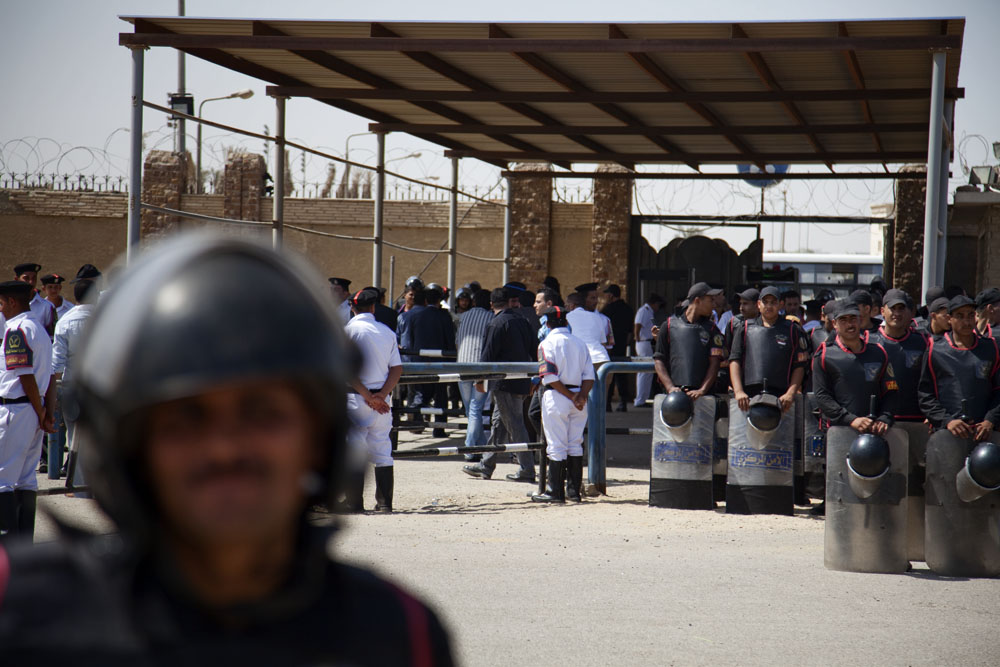
Polícia de choque do lado de fora do tribunal onde Mubarak estava sendo sentenciado em 2 de junho de 2012

O desaparecimento do "último raïs destituído", como Le Monde se referiu a ele, teve destaque na imprensa mundial. No Egito, a notícia teve maior cobertura da mídia do que a morte de Mohamed Morsi, em junho de 2019, e teve alguma repercussão nos meios políticos. A presidência publicou um comunicado, lembrando o papel militar de Mubarak, nas guerras dos Seis Dias e do Yom Kippur. Sua corrupção também foi evocada pela imprensa, embora o regime de Abdul Fatah Khalil Al-Sisi seja considerado tão autoritário, corrupto e militarizado quanto o de Hosni Mubarak. De todo modo, Mubarak foi sepultado com honras de chefe de Estado, com a presença do Marechal Sissi. A cerimônia foi realizada na Mesquita Marechal - Tantawi, em 27 de fevereiro, e o ex-presidente foi sepultado no mausoléu da família, em Heliópolis (Cairo).